# قطعنامه ۱۵۱۱ شورای امنیت
قطعنامه  ۱۵۱۱ شورای امنیت سازمان ملل متحد که در تاریخ ۱۶ اکتبر ۲۰۰۳ تصویب شد، سندی بین‌المللی دربارهٔ بررسی وضعیت میان عراق و کویت است. این قطعنامه طی نشست ۴۸۴۴ام با ۱۵ رای موافق، ۰ مخالف و ۰ ممتنع تصویب شد.